# Angel (canção de X Japan)
"Angel" é uma canção da banda de rock japonesa X Japan. Foi lançada em 28 de julho de 2023 pela Melodee Music, como o primeiro material inédito lançado pelo grupo em oito anos, desde o single "Born to Be Free" (2015). A música e a letra da música foram escritas pelo líder da banda Yoshiki, que também fotografou capa do single. Este é o último single do X Japan com o baixista Heath a ser lançado durante sua vida, pois ele faleceu em outubro de 2023.
O lançamento do single ocorreu poucos dias depois de Elon Musk rebatizar a plataforma de mídia social Twitter como "X", levando Yoshiki a declarar publicamente que a banda já possui a marca registrada "X Japan".

## Desempenho comercial
"Angel" estreou em primeiro lugar na parada Daily Singles da Oricon e ficou em quinto na parada de singles digitais, assim como na Billboard Japan Top Download Songs.

## Ficha técnica
- Yoshiki – bateria, piano e sintetizador
- Toshi – vocais
- Sugizo – guitarra
- Pata – guitarra
- Heath – baixo